# Атмосферний шум

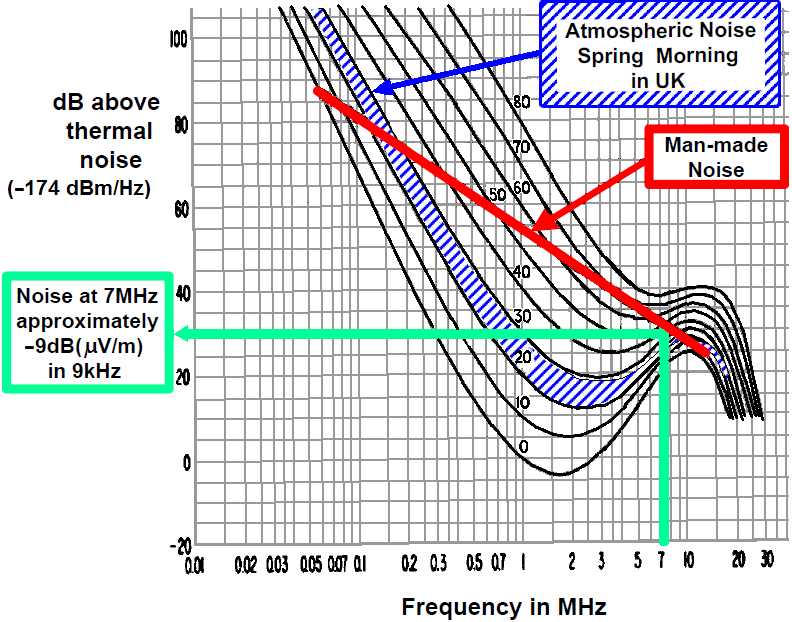
Графік залежності атмосферного шуму від частоти, розширений зі стандарту CCIR 322. Стандарт визначає величину шуму на частоті 1 МГц, для різних пір року і періодів дня.

Атмосферний шум — це радіошум, що спричинений природними атмосферними процесами, перш за все ударами блискавок під час гроз. У всьому світі відбувається близько 40 ударів блискавок на секунду – ≈3,5 мільйона на день.

## Історія

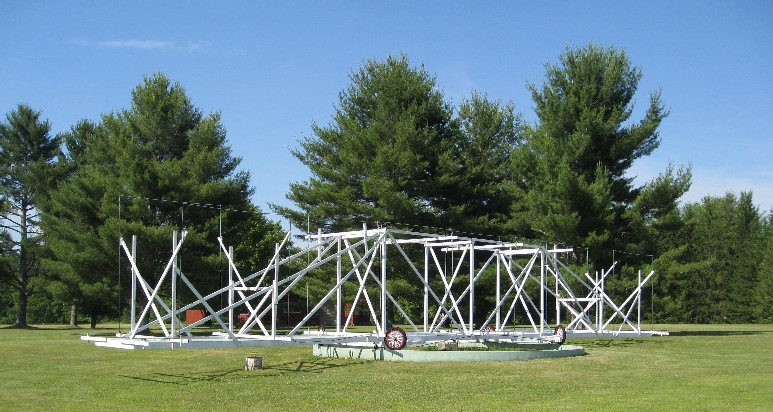
Точна копія радіотелескопу Янського, розташована у Національній радіоастрономічній обсерваторії.

1925 року AT&T Bell Laboratories розпочали пошук джерел шуму в їхній трансатлантичній радіотелефонній службі.
Цю роботу взяв на себе 22-річний дослідник Карл Янський. До 1930 року компанія побудувала в місті Голмдел радіоантену для хвиль завдовжки 14,6 метра, щоб вимірювати шум у всіх напрямках. Янський розрізнив три джерела радіошуму. Першим (і найсильнішим) джерелом були місцеві грози. Другим джерелом був слабший шум від віддалених гроз. Третім джерелом було ще слабше шипіння, яке виявилося космічним шумом, що надходив із центру галактики Чумацький Шлях. Це дослідження зробило Янського батьком радіоастрономії.

## Блискавки
У всьому світі відбувається близько 40 ударів блискавок на секунду – ≈3,5 мільйона на день
Атмосферний шум є сумарним результатом усіх цих ударів блискавок. Його можна почути за допомогою радіоприймача. Цей звук є комбінацією білого шуму (що надходить від далеких гроз) та імпульсного шуму (результат близьких гроз). Сумарна потужність шуму різниться залежно від сезону і близькості грозових центрів.
Хоча блискавки спричиняють шуми широких діапазонів, але потужність їх шуму підвищується з пониженням частоти. Отже в діапазоні наднизьких і низьких частот атмосферні шуми часто домінують, тоді як на високих частотах в міських районах промисловий шум переважає.

## Дослідження
У 1960-1980-х роках у всьому світі проводили вимірювання рівня атмосферного шуму та його різновидів. Результати задокументовано у звіті CCIR 322. CCIR 322 містить сезонні мапи світу, на яких показані очікувані значення показника рівня атмосферного шуму Fa на рівні 1 MHz впродовж чотирьох частин доби (ранку, дня, вечора та ночі). Інший набір графіків показує відношення між Fa на рівні 1 MHz та іншими частотами. Звіт CCIR 322 було замінено на публікацію ITU P.372.

## Генерація випадкових чисел
Атмосферний шум та його різновиди також використовуються для генерації високоякісних випадкових чисел. Вони мають цікаві застосування у галузі безпеки.